# Geüle
Die Geüle (auch Geule geschrieben) ist ein Fluss in Frankreich, der im Département Pyrénées-Atlantiques in der Region Nouvelle-Aquitaine verläuft. Er entspringt an der Gemeindegrenze von Bougarber und Denguin, entwässert generell Richtung Westnordwest und mündet nach rund 21 Kilometern im Gemeindegebiet von Mont unter der Autobahnbrücke der A64 als rechter Nebenfluss in den Gave de Pau.

## Orte am Fluss
(Reihenfolge in Fließrichtung)
- Lacoureye, Gemeinde Cescau
- Serres-Sainte-Marie
- Urdès
- Gayrosse, Gemeinde Lacq
- Mont
- Gouze, Gemeinde Mont